# Arbour Zena
Arbour Zena è un album in studio del musicista statunitense Keith Jarrett, pubblicato nel 1975.

## Tracce
1. Runes – 15:24
2. Solara March – 9:48
3. Mirrors – 27:47

## Formazione
- Keith Jarrett - piano
- Jan Garbarek - sassofono
- Charlie Haden - basso
- Stuttgart Radio Symphony Orchestra - orchestra, diretta da Mladen Gutesha